# Дёминский сельсовет (Пензенская область)
Дёминский сельсовет — муниципальное образование со статусом сельского поселения в Неверкинском районе Пензенской области Российской Федерации.
Административный центр — село Дёмино.

## История
Статус и границы сельского поселения установлены Законом Пензенской области от 2 ноября 2004 года № 690-ЗПО «О границах муниципальных образований Пензенской области».

## Население
| 2010 | 2012  | 2013 | 2014 | 2015 | 2016 | 2017 |
| ---- | ----- | ---- | ---- | ---- | ---- | ---- |
| 1039 | ↘1003 | ↘955 | ↘916 | ↘892 | ↘867 | ↘848 |
| 2018 | 2021  |      |      |      |      |      |
| ↘835 | ↗898  |      |      |      |      |      |

## Состав сельского поселения
| № | Населённый пункт | Тип населённого пункта       | Население |
| - | ---------------- | ---------------------------- | --------- |
| 1 | Дёмино           | село, административный центр | ↗955      |
| 2 | Кунчерово        | село                         | ↘241      |